# 托尔韦
托尔韦（義大利語：Tolve），是意大利波坦察省的一个市镇。总面积127平方公里，人口3428人，人口密度27.0人/平方公里（2009年）。ISTAT代码为076090。